# Бардагов, Георгий Тимофеевич
Георгий Тимофеевич Бардагов (22.04.1905 — 13.07.1982) — управляющий трестом «Огнеупорнеруд» Министерства черной металлургии Украинской ССР, город Донецк, Герой Социалистического Труда.

## Биография
Родился в городе Часов Яр (ныне - Донецкая область).
С 11-летнего возраста работал рассыльным на Часов-Ярском огнеупорном заводе.
В 1920—1923 годах пастух в деревне Григорьевка, чернорабочий завода № 1 им. Артема города Часов-Яр.
В 1925—1927 гг. учился в школе фабрично-заводского ученичества в Славянске и на индустриальном рабфаке в Луганске.
В 1931 году окончил Днепропетровский химико-технологический институт по специальности «Химик-технолог огнеупорной промышленности».
- 1931—1933 аспирант, в 1933 году — заместитель директора по учебной части этого же института.
- 1933—1937 начальник цеха на заводе имени Орджоникидзе (Часов-Яр).
- 1937—1939 главный инженер завода имени Ленина, город Красногоровка Сталинской области.
- 1939—1941 главный инженер Никитовского Доломитового комбината.
- с мая по октябрь 1941 года — директор Красногоровского завода огнеупоров в Донбассе.
- октябрь 1941 года — эвакуирован на Урал.
- 1941—1943 директор Тагильского шамотного завода.
- с 6 августа 1943 по 12 июня 1948 года директор Первоуральского динасового завода в Свердловской области. За этот период в 2,5 раза увеличился выпуск огнеупоров. Построено 20 новых 200-тонных периодических печей туннельные сушила, установлено 6 новых мощных револьверных пресса 5 малых фрикционных прессов, 6 смесительных бегунов. В марте 1945 года Первоуральский динасовый завод был награжден орденом Трудового Красного Знамени.
- 1948—1950 директор Красногоровского завода имени Ленина в городе Красногоровка Сталинской области УССР.
- 1950—1957 начальник Главогнеупора Минчермета УССР.
- 1957—1972 управляющий трестом «Огнеупорнеруд» Минчермета УССР (Донецк).

Указом Президиума Верховного Совета СССР от 30 марта 1971 года за выдающиеся успехи, достигнутые выполнении заданий пятилетнего плана по развитию черной металлургии присвоено звание Героя Социалистического Труда.
С 1972 года на пенсии. Жил в Донецке.
Умер 13 июля 1982 года. Похоронен в Донецке на Мушкетовском кладбище.
Награжден 4 орденами Ленина (31.03.1945; 19.07.1958; 22.03.1966; 30.03.1971), орденом Трудового Красного Знамени (05.05.1949), медалями.